# سالي فيردها
سالي فيردها (بالألبانية: Sali Verdha) (10 يناير 1918 – 31 مايو 2009) كان مقاومًا بارزًا خلال الحرب العالمية الثانية في ألبانيا، وعضوًا في البرلمان الألباني، ومؤلفًا لعدة مذكرات عن المقاومة الوطنية.

## السيرة الذاتية
ولد فيردها في مدينة كافايه، وانضم إلى حركة المقاومة المناهضة للفاشية المعروفة باسم "Çeta e Pezës" خلال الحرب العالمية الثانية. قاد لاحقًا اللواء الثاني عشر صاعقة، الذي ساهم في تحرير مدينتي بوكا وشكودر.
بعد الحرب، شغل منصب مدير السكك الحديدية الوطنية في ألبانيا من عام 1950 حتى 1962. ثم عُيّن رئيسًا للجنة دوريس من 1962 إلى 1968. خلال هذه الفترة، انتُخب عضوًا في البرلمان الألباني لفترتين (1966–1974). لاحقًا، عمل كمستشار خاص للكهرباء في حكومة أديل تشاركاني، ثم نائبًا لوزير النقل.

## المؤلفات
ألف فيردها عدة كتب ومذكرات توثق تجربته في المقاومة، منها:
- Nëpër Pezën Partizane (1969)

- Peza, shkëndijë e luftës partizane (1978)

- Peza në luftë (1997)

- Heroi i popullit "Kajo Karafili" (2003)

- Peza heroike e martire (2003)